# Jeshwang Prison
Jeshwang Prison (selten: Mile 7) ist nach dem Central Prison, genannt Mile 2, das zweitgrößte Gefängnis im westafrikanischen Staat Gambia.

## Lage und Beschreibung
Das Gefängnis liegt in Old Jeshwang, einem Ortsteil der Gemeinde Kanifing und hat eine Kapazität von 200 Gefangenen. Es gehört zum Gambia Prison Service.

## Geschichte
Im August 2018 ereignete sich ein größerer Ausbruch von Gefangenen aus dem Untersuchungsgefängnis. Es wird berichtet, dass 23 Gefangene entkommen sind. In diesem Zusammenhang wurden acht Beamte festgenommen.